# Shurlock Row
Shurlock Row – wieś w Anglii, w hrabstwie ceremonialnym Berkshire, w dystrykcie (unitary authority) Windsor and Maidenhead. Leży 12 km na wschód od centrum miasta Reading i 48 km na zachód od centrum Londynu.